# Onthophagus matsudai
Onthophagus matsudai är en skalbaggsart som beskrevs av Teruo Ochi och Masahiro Kon 2004. Onthophagus matsudai ingår i släktet Onthophagus och familjen bladhorningar. Inga underarter finns listade i Catalogue of Life.